# Золотые крылья Пенсаколы
«Золотые крылья Пенсаколы» (англ. Pensacola: Wings of Gold) — американский телесериал в стиле экшн о жизни лётчиков на военно-воздушной базе во флоридском городе Пенсакола, производства Eyemark Entertainment в сотрудничестве с Partner Stations Network. Синдицированный показ телесериала состоялся в США с 15 сентября 1997 года по 20 мая 2000.

## Сюжет
В первом сезоне герой войны[какой?] и лётчик-истребитель подполковник Билл Келли получает назначение на военно-воздушную базу в Пенсаколе на должность командира подразделения специального назначения под названием «Морские драконы». Под его начальство попадают несколько морских пехотинцев: пилот истребителя F-18, пилот вертолёта, специалист по разведке и эксперт-подрывник.
Во втором сезоне подразделение «Морские драконы» оказывается распущенным из-за недостатка финансирования. Келли вынужден стать тренером лётчиков истребитей F-18 на базе Пенсакола.
В третьем сезоне Келли вновь получает новое назначение в 18-е экспедиционное морское соединение как глава группы «Летающие бандиты» и приглашает троих своих учеников с собой.

## В ролях
- Джеймс Бролин — подполковник Билл Келли, позывной — Рейдер
- Род Роулэнд — лейтенант Бобби Гриффин, позывной — Чейзер (1 сезон)
- Кэтрин Моррис — лейтенант Аннализа Линдстром, позывной — Стингер (1 сезон)
- Родни Ван Джонсон — лейтенант Уэнделл Маккрей, позывной — Сайфер (1 сезон)
- Сальватор Ксереб — Эй-Джей Коноуэй, позывной — Будда (1 сезон)
- Кристанна Локен — Джанин Келли (1 сезон)
- Бринн Тайер — полковник Ребекка Ходжес (1 сезон)
- Кенни Джонсон — лейтенант Бутч Барнс, позывной — Бёрнер (2-3 сезон)
- Майкл Трукко — лейтенант Такер Генри III, позывной — Спун (2-3 сезон)
- Сандра Хесс — лейтенант Александра Дженсен, позывной — Айс (2-3 сезон)
- Бобби Хоси — майор Макартур Льюис-младший, позывной — Хаммер (2-3 сезон)
- Барбара Нивен — Кейт Андерсен (2-3 сезон)
- Дэвид Куон — капитан Эдвард Терелли, позывной — Капоне (3 сезон)
- Фелисити Уотерман — лейтенант Абигайл Хоули, позывной — Мэд Дог (3 сезон)